# Максимилиан Мария фон Валдбург-Волфег-Валдзее
Максимилиан Мария фон Валдбург-Волфег-Валдзее (на немски: Maximilian Maria Freiherr von Waldburg, Graf zu Wolfegg in Waldsee; * 28 ноември 1684; † 3 април 1748, Аугсбург) е наследствен трушес, фрайхер на Валдбург, граф на Валдбург и граф на Волфег във Валдзее (1724 – 1748), императорски кемерер.

## Биография
Той е най-големият син на фрайхер и граф Йохан фон Валдбург-Волфег-Валдзее (1661 – 1724) и втората му съпруга графиня Мария Анна Фугер фон Кирххайм-Вайсенхорн (1659 – 1725), внучка на граф Ото Хайнрих Фугер (1592 – 1644), дъщеря на граф Себастиан Фугер фон Кирххайм-Вайсенхорн (1620 – 1677) и Мария Клаудия Хундбис фон Валтрамс († 1702).
Максимилиан Мария умира на 63 години на 3 април 1748 г. в Аугсбург и е погребан във Валдзее. Внукът му Йозеф Антон (1766 – 1833) става първият княз на Валдбург-Волфег-Валдзее на 21 март 1803 г. във Виена.

## Фамилия
Първи брак: на 22 октомври 1714 г. в Залцбург с графиня Мария Ернестина фон Тун (* 12 януари 1697, Залцбург; † 25 ноември 1718, Аугсбург), дъщеря на граф Франц Венцеслаус фон Тун. Те имат шест деца:
- Мария Йозефа (* 7 септември 1718), монахиня в „орден Санкти Бенедикти цу Холцен“
- Мария Анна Йозефа (* 20 октомври 1720; † 24 януари 1728, Валдзее)
- Мария Терезия Валпурга (* 15 септември 1722; † 1 юни 1813), омъжена на 26 септември 1740 г. за фрайхер Карл фон Улм-Ербах († 1767)
- Ксавер Георг Йозеф (* 22 декември 1723; † 31 декември 1723)
- Мария Валпурга (* 30 декември 1724; † 30 януари 1744)
- Мария Елеонора Ернестина Валбурга Евзебия Терезия (* 29 юни 1726, Валдзее; † 12 декември 1794), монахиня в Бухау

Втори брак: на 24 септември 1719 г. с фрайин Мария Елеонора фон Улм-Ербах (* 21 октомври 1696; † 16 август 1780), дъщеря на фрайхер Франц Антон фон Улм-Ербах и фрайин Мария Анна Клара фон и цу Елзенхайм. Те имат децата:
- Гебхард Ксавер Йохан Йозеф Игнац Вилибалд Евзебиус фон Валдбург (* 24 юни 1727, Валдзее; † 26 февруари 1791, Аугсбург, погребан във Валдзее), граф на Волфег във Валдзее (1748 – 1790, отказва се), императорски кемерер, женен на 13 октомври 1752 г. за графиня Мария Клара фон Кьонигсег-Аулендорф (* 11 февруари 1733; † 28 юни 1796, Валдзее), дъщеря на граф Карл Зайфрид фон Кьонигсег-Аулендорф (1695 – 1765) и графиня Мария Фридерика фон Йотинген-Шпилберг (1699 – 1759), дъщеря на граф, 1. княз Франц Албрехт фон Йотинген-Шпилберг (1663 – 1737); имат 11 деца
- Антон Вилибалд (* 7 юли 1729, Валдзее; † 6 януари 1821, Залцбург), домхер в Аугсбург (1749 – 1781), Залцбург (1762 – 1821), епископски аугсбургски таен съветник, архиепископски залцбургски дворцов камерен президент (1793)
- Мария Беата († млада)